# 埃玛·菲纽肯
埃玛·菲纽肯，MBE（英語：Emma Finucane，2002年12月22日—），英国女子自行车运动员，2022年世界场地锦标赛女子团体竞速赛铜牌得主、2023年世界场地锦标赛女子团体竞速赛银牌得主。